# Scooby-Doo! Rémpróbás játékok
A Scooby-Doo! Rémpróbás játékok (eredeti cím: Scooby-Doo! Spooky Games) a Scooby-Doo széria egyik különkiadása, DVD-n kiadott filmje, a Scooby-Doo! Vámpírmusical és a Big Top Scooby-Doo között, melyet 2012 nyarán adtak ki. Rajzolási stílusa megegyezik a 2010 óta kiadott Scooby-Doo DVD-filmekével, (Scooby-Doo! Abrakadabra!; Scooby-Doo! Rettegés a táborban; Scooby-Doo és a fantoszaurusz rejtélye; Scooby-Doo! Vámpírmusical) annyi különbséggel, hogy ez a változat nem egész estés, hanem 23 perces.
A Scooby-Doo! Laff-A-Lympics: Spooky Games című DVD-köteten jelent meg az Egyesült Államokban, Magyarországon pedig Scooby-Doo! Rémpróbás játékok azonos című köteten jelent meg. Mindkét kiadáson a Scooby-Doo Rajzfilmolimpia epizódjaival szerepel, mely egy 70-es években már a televízióban leadott rajzfilmsorozat. Hazánkban a DVD-kiadáson kívül sem a filmet, sem a sorozatot nem vetítették még sehol sem magyar nyelven.
Története aktuális, a megjelenésekor Londonban játszódó Olimpiai játékokhoz, tekintettel arra, hogy a főszereplők Londonba utaznak az Olimpiára. A DVD-filmen az eredeti felállás látható. (Fred, Vilma, Diána, Bozont, Scooby)

## Szereposztás
| Szereplő                | Eredeti hang         | Magyar hang     |
| ----------------------- | -------------------- | --------------- |
| Scooby-Doo              | Frank Welker         | Vass Gábor      |
| Fred Jones              | Frank Welker         | Markovics Tamás |
| Bozont Rogers           | Matthew Lillard      | Fekete Zoltán   |
| Vilma Dinkley           | Mindy Cohn           | Madarász Éva    |
| Diána Blake             | Grey DeLisle         | Hámori Eszter   |
| Fortiusz                | Robin Atkin Downes   | Sarádi Zsolt    |
| Hangosbemondó           | Robin Atkin Downes   | Stern Dániel    |
| Sergey Plotnikov        | Troy Baker           | Törköly Levente |
| Steve Looker            | Josh Keaton          | Eötvös András   |
| Diane                   | Janet Montgomery     | Peller Mariann  |
| Jack Riggins            | James Patrick Stuart | Sarádi Zsolt    |
| Igor                    | James Patrick Stuart | ?               |
| Második sepregető férfi | TBA                  | Elek Ferenc     |